# بطرسبورغ (تينيسي)
بطرسبورغ (بالإنجليزية: Petersburg, Tennessee)‏ هي بلدة تقع بولاية تينيسي في الولايات المتحدة. تبلغ مساحتها 2.4 (كم²)، وترتفع عن سطح البحر 230 م، بلغ عدد سكانها 544 نسمة في عام 2010 حسب إحصاء مكتب تعداد الولايات المتحدة وتصل الكثافة السكانية فيها 242.4 نسمة/كم2.

## التركيبة السكانية
حدّد مكتب تعداد الولايات المتحدة بيانات التركيبة السكانية لبطرسبورغ في تعداد الولايات المتحدة. في ما يلي، التركيبة السكانية حسب تعدادي 2000 و2010.

### تعداد عام 2000
بلغ عدد سكان بطرسبورغ 580 نسمة بحسب تعداد عام 2000، وبلغ عدد الأسر 235 أسرة وعدد العائلات 157 عائلة مقيمة في البلدة. في حين سجلت الكثافة السكانية 222.2 نسمة لكل كيلومتر مربع (575.5/ميل2). وبلغ عدد الوحدات السكنية 252 وحدة بمتوسط كثافة قدره 96.6 لكل كيلومتر مربع (250.2/ميل2).
وتوزع التركيب العرقي للبلدة بنسبة 92.41% من البيض و6.03% من الأمريكيين الأفارقة و0.17% من الأمريكيين الأصليين و0.69% من الأعراق الأخرى و0.69% من عرقين مختلطين أو أكثر و2.07% من الهسبانيون أو اللاتينيون من أي عرق.
بلغ عدد الأسر 235 أسرة كانت نسبة 33.6% منها لديها أطفال تحت سن الثامنة عشر تعيش معهم، وبلغت نسبة الأزواج القاطنين مع بعضهم البعض 51.1% من أصل المجموع الكلي للأسر، ونسبة 12.3% من الأسر كان لديها معيلات من الإناث دون وجود شريك،  بينما كانت نسبة 3.4% من الأسر لديها معيلون من الذكور دون وجود شريكة وكانت نسبة 33.2% من غير العائلات. تألفت نسبة 31.1% من أصل جميع الأسر من عدة أفراد يعيشون في نفس المنزل ونسبة 15.7% كانت تتألف من شخص يعيش بمفرده يبلغ من العمر 65 عاماً أو أكثر. وبلغ متوسط حجم الأسرة المعيشية 2.47، أما متوسط حجم العائلات فبلغ 3.12.
بلغ العمر الوسطي للسكان 36.9 عاماً. وكانت نسبة 25% من القاطنين تحت سن الثامنة عشر، وكانت نسبة 8.6% بين الثامنة عشر والرابعة والعشرين عاماً، ونسبة 27.6% كانت واقعةً في الفئة العمرية ما بين الخامسة والعشرين والرابعة والأربعين عاماً، ونسبة 22.9% كانت ما بين الخامسة والأربعين والرابعة والستين، ونسبة 15.9% كانت ضمن فئة الخامسة والستين عاماً فما فوق. يوجد لكل 100 أنثى 94.0 ذكر، ويوجد لكل 100 أنثى في الثامنة عشر من عمرها فما فوق 88.3 ذكر.
بلغ متوسط دخل الأسرة في البلدة 29,375 دولارًا، أما متوسط دخل العائلة فبلغ 38,750 دولارًا. وكان متوسط دخل الذكور 28,750 دولارًا مقابل 20,000 دولارًا للإناث. وسجل دخل الفرد الخاص بالبلدة 14,951 دولارًا. وكانت نسبة 5% من العائلات ونسبة 10.8% من السكان تحت خط الفقر، وكان من هؤلاء نسبة 7.3% تحت سن الثامنة عشر ونسبة 28.6% في الخامسة والستين من العمر وما فوق.

### تعداد عام 2010
بلغ عدد سكان بطرسبورغ 544 نسمة بحسب تعداد عام 2010، وبلغ عدد الأسر 217 أسرة وعدد العائلات 144 عائلة مقيمة في البلدة. في حين سجلت الكثافة السكانية 208.4 نسمة لكل كيلومتر مربع (539.8/ميل2). وبلغ عدد الوحدات السكنية 245 وحدة بمتوسط كثافة قدره 93.9 لكل كيلومتر مربع (243.2/ميل2).
وتوزع التركيب العرقي للبلدة بنسبة 90.99% من البيض و5.51% من الأمريكيين الأفارقة و0.18% من الأمريكيين الأصليين و1.65% من الأعراق الأخرى و1.65% من عرقين مختلطين أو أكثر و3.12% من الهسبانيون أو اللاتينيون من أي عرق.
بلغ عدد الأسر 217 أسرة كانت نسبة 33.6% منها لديها أطفال تحت سن الثامنة عشر تعيش معهم، وبلغت نسبة الأزواج القاطنين مع بعضهم البعض 46.1% من أصل المجموع الكلي للأسر، ونسبة 16.1% من الأسر كان لديها معيلات من الإناث دون وجود شريك،  بينما كانت نسبة 4.1% من الأسر لديها معيلون من الذكور دون وجود شريكة وكانت نسبة 33.6% من غير العائلات. تألفت نسبة 28.6% من أصل جميع الأسر من عدة أفراد يعيشون في نفس المنزل ونسبة 12% كانت تتألف من شخص يعيش بمفرده يبلغ من العمر 65 عاماً أو أكثر. وبلغ متوسط حجم الأسرة المعيشية 2.51، أما متوسط حجم العائلات فبلغ 3.10.
بلغ العمر الوسطي للسكان 37.5 عاماً. وكانت نسبة 25.6% من القاطنين تحت سن الثامنة عشر، وكانت نسبة 7.9% بين الثامنة عشر والرابعة والعشرين عاماً، ونسبة 26.1% كانت واقعةً في الفئة العمرية ما بين الخامسة والعشرين والرابعة والأربعين عاماً، ونسبة 26.1% كانت ما بين الخامسة والأربعين والرابعة والستين، ونسبة 14.3% كانت ضمن فئة الخامسة والستين عاماً فما فوق. وتوزع التركيب الجنسي للسكان بنسبة 50% ذكور و50% إناث.

## وصلات خارجية
- The US50 - Cities and Towns in Tennessee State
- Tennessee Cities and Towns, Facts, Map, Flag, Colleges, Government, and More